# قرحم (قفل شمر)

تعديل مصدري - تعديل

قرحم هي إحدى قرى عزلة شمرين بمديرية قفل شمر التابعة لمحافظة حجة، بلغ تعداد سكانها 279 نسمة حسب تعداد اليمن لعام 2004.